# Statenvertaling
De Statenvertaling (of Statenbijbel) is de eerste officiële Nederlandstalige Bijbelvertaling, die rechtstreeks uit het oorspronkelijke Hebreeuws, Aramees en Grieks werd vertaald. De opdracht voor deze vertaling van de Bijbel werd in 1618 gegeven op de Synode van Dordrecht; de Staten-Generaal werd gevraagd de vertaling te betalen.
Tot dan toe werd gebruikgemaakt van verschillende vertalingen, waaronder de Bijbelvertaling van Maarten Luther in het Hoogduits. Deze werd echter als een lutherse interpretatie beschouwd. Er waren al eerder bijbels in het Nederlands verschenen, zoals de Delftse Bijbel (1477), Liesveltbijbel (1526), de Biestkensbijbel (1560) en de Deux-aesbijbel (1562), maar dat waren vertalingen van vertalingen en vaak incompleet. De Leuvense Bijbel (1548) was lange tijd de enige door de Roomse kerk goedgekeurde 'katholieke' vertaling. De synode achtte het nodig dat er een goede, eigen (hervormde) vertaling kwam, die zo dicht mogelijk bij de brontalen lag, naar het voorbeeld van de Engelse Authorized Version (King James Version, 1611). Deze brontalen zijn voor het Oude Testament Hebreeuws en Aramees, voor het Nieuwe Testament en de apocriefen van het Oude Testament is dit Grieks.
De Staten-Generaal gingen pas in 1626 akkoord met het verzoek van de synode, waarop de vertalers aan de slag konden. Het vertaalwerk vond te Leiden plaats. In 1635 was de Statenvertaling gereed. In 1637 werd ze door de Staten geautoriseerd. De stad Leiden betaalde 2500 gulden voor het recht om de bijbel in Leiden te laten drukken. Ze verleenden dat recht aan de landsdrukker Weduwe van Wouw. Tussen 1637 en 1657 werd een half miljoen exemplaren gedrukt. Ook nu nog blijft de Statenvertaling gezaghebbend in sommige protestantse kerken.
In de negentiende eeuw ontstond de mythe dat de Statenbijbel, behalve op religieus terrein, ook op taalkundig en politiek terrein een niet te onderschatten betekenis heeft gehad. De taal van de Statenbijbel zou de grondslag gevormd hebben voor het Standaardnederlands dat zich in de 17e eeuw heeft ontwikkeld en als belangrijk instrument in de culturele eenwording van Nederland hebben gefungeerd. Uit wetenschappelijk onderzoek is echter gebleken dat dit een hardnekkig misverstand is.
Het Nieuwe Testament van de Statenvertaling (en ook van bijvoorbeeld de King James Version) is een vertaling van de Textus Receptus, de Griekse tekst die door Erasmus was gepubliceerd met behulp van enkele handschriften met de Byzantijnse tekst. Het Oude Testament is een vertaling van de Masoretische tekst.
Vanaf de late negentiende eeuw baseren de meeste Bijbelvertalingen zich daarentegen op tekstkritische uitgaven van het Nieuwe Testament, zoals de Nestle-Aland-editie, die gebaseerd zijn op sindsdien ontdekte handschriften van het Oude en van het Nieuwe Testament. Zie tekstkritiek van de Bijbel.
De Statenvertaling is in Nederlandstalige gebieden (inclusief Zuid-Afrika, waar zij bekend staat als de Statebybel en tot ver in de twintigste eeuw nog werd gelezen) lang de standaardvertaling geweest van de Bijbel, maar heeft langzaam aan populariteit ingeboet, net zoals de King James Version in de Engelstalige wereld. Toch wordt de Statenvertaling in vele kerkelijke gemeenten in Nederland (vooral bevindelijk gereformeerde) nog altijd gebruikt in de erediensten.

## Geschiedenis van de vertaling
Op de Dordtse Synode is gesproken over de totstandkoming van een nieuwe Bijbelvertaling. Van 19 november 1618 tot 27 november 1618 heeft de Synode in zeven zittingen over de vertaling van de Bijbel gesproken. Drie belangrijke vragen waren op de Synode aan de orde:
- Als eerste vraag is ingegaan op de noodzaak van een nieuwe vertaling van de Bijbel. Die vraag werd positief beantwoord.
- In de tweede plaats werd de vraag gesteld hoe een zo getrouw mogelijke vertaling tot stand zou kunnen komen. Ook werd de vraag gesteld hoe een en ander zo vlug mogelijk zijn beslag zou kunnen krijgen. De Synode heeft concrete richtlijnen voor het vertaalwerk opgesteld.
- Ten slotte werd de vraag onder ogen gezien door wie en op welke wijze het vertaalwerk ter hand zou moeten worden genomen. De Synode heeft vertalers aangesteld en ook aangegeven dat er gecorrigeerd zou moeten worden.

In de notulen (of acta) van de synode lezen we over de vragen het volgende:
 Ten eerste, of het nodig en de kerk tot voordeel zoude zijn een nieuwe overzetting des Bijbels voor te nemen. Ten andere, op welke wijze deze tot nut en stichting van de Kerken te bekwaamste zoude kunnen gedaan worden. Ten derde, hoe velen en wien deze arbeid, uit naam der Nederlandse Kerken opgelegd zoude worden (Acta Dordtse Synode, zesde zitting, d.d. 19 november 1618, pagina 18).

### Richtlijnen voor het vertaalwerk
De Synode heeft ook uitvoerig stilgestaan bij de regels voor de vertaling. Op de achtste zitting van de Synode, op 20 november 1618 werden concrete regels voor het vertaalwerk vastgesteld. De vertalers moesten zich houden aan de volgende, uit vier punten bestaande, instructie:
 I. Dat zij altijd bij de oorspronkelijke tekst zorgvuldiglijk blijven, en de manier van spreken der oorspronkelijke talen zoo veel de duidelijkheid en eigenschap der Nederlandse spraken kan toelaten, behouden. Maar indien ergens een Hebreeuwsche of Grieksche wijze van spreken voorviel, die harder ware dan dat ze wel in de tekst gehouden zou kunnen worden, dat zij deze aan den kant naarstiglijk aanteekenen.
 II. Dat zij, om de zin van de tekst, die niet ten volle uitgedrukt is, te vervullen, zo weinig woorden daarbij doen als mogelijk is, en deze in den tekst met eene andere letter, en tusschen haakjes besluiten, opdat ze van de woorden van den tekst mogen onderscheiden worden.
 III. Dat zij voor ieder boek en hoofdstuk een korten en duidelijke inhoud stellen, en alleszins aan den kant de gelijkluidende plaatsen der Heilige Schriftuur aan tekenen.
 IV. Dat zij enige korte verklaringen er bij voegen, waarmede reden gegeven wordt van de overzetting in de duistere plaatsen; maar de waarnemingen der leerpunten daarbij voegen, is noch noodig noch raadzaam te zijn. (Acta, Dordtse Synode, Achtste zitting, d.d. 20 november 1618).

### De apocrief genoemde boeken
Tot de Bijbel van alle christenen behoorden tot de Hervorming ook de boeken die door Hiëronymus van Stridon deuterocanoniek waren genoemd.
De Hervormers besloten echter dat het Oude Testament beperkt werd tot de Hebreeuwse Bijbel, de Tenach. Ongeveer tien boeken maken geen deel uit van de Hebreeuwse Bijbel, maar zijn bewaard gebleven via de Griekse vertaling van het Oude Testament, de Septuagint en de Vulgaat. Ze zijn oorspronkelijk deels in het Hebreeuws en deels in het Grieks geschreven, maar op een enkele uitzondering na staat alleen het Grieks ter beschikking.
De synode besloot dat deze boeken wel in de vertaling werden opgenomen, maar achter de boeken van het Oude Testament geplaatst en voorzien van een 'waarschuwing voor de lezer'.
Met het verstrijken van de tijd zijn deze boeken in de protestantse kerken steeds meer in onbruik geraakt. Andere kerken houden ze in ere.
De volgorde en indeling van de Septuagint werden wel gehandhaafd, Ruth staat bijvoorbeeld tussen Richteren en 1 Samuel; Klaagliederen na Jeremia en Daniël na Ezechiël.

### Vertaling van de Godsnaam
In de Hebreeuwse Bijbel staat de Godsnaam aangeduid met vier letters: יהוה (jod-hee-vav-hee: JHWH of JHVH). Joden spraken deze naam tegen de 3e eeuw v.Chr. niet meer uit; sindsdien is het onduidelijk geworden hoe deze naam moet worden uitgesproken. Op de twaalfde zitting besloot de Synode dat de Godsnaam in het Oude Testament zou worden vertaald met HEERE. In de kantlijn van Genesis 2:4 wordt aangegeven: "Na de voleyndinge van het werck der scheppinge/ wort hier aldereerst Gode de naem van IEHOVAH gegeven/ beteeckenende de selfstandigen/ selfwesenden/ van hem selven zijnde van eeuwicheyt tot eeuwicheyt/ ende den oorspronck ofte oorsake van het wesen aller dinge; daerom oock dese naem de ware Godt alleen toecomt. Onthoudt dit eens voor al; waer ghy voortae het woort HEERE met groote letteren geschreven vindt/ dat aldaer in 't Hebr. het woort IEHOVAH, oft korter/ IAH staet." Verder rees een probleem over hoe God aangesproken moest worden: met gij of met du? De tweede persoon enkelvoud verschilde van streektaal tot streektaal, en in sommige dialecten was het woord gij meervoud; dat strookte niet met de monotheïstische opvatting dat er maar één God is. Na beraadslaging dat men voor de tweede persoon meervoud gij lieden zou gebruiken, stemde men met een krappe meerderheid voor gij om God mee aan te spreken. Dit had grote gevolgen voor het Nederlands: du verdween, gij werd later jij en gij lieden (gijlieden) werd jullie.

### Vertalers
Tijdens de dertiende zitting, op 26 november 1618, werden de vertalers aangewezen. Johannes Bogerman, Willem Baudartius en Gerson Bucerus werden de vertalers van het Oude Testament. Zij moesten echter wel kanttekeningen maken bij de vertaling, waarin ze moesten zetten waarom ze voor een bepaalde vertaling hadden gekozen. Voor het Nieuwe Testament en de apocriefe boeken werden Jakobus Rolandus, Hermannus Faukelius en Petrus Cornelisz aangewezen als vertalers.
Herman Faukelius en Petrus Cornelisz overleden voordat ze aan de vertaling konden beginnen. Daarom werden hun taken overgenomen door Festus Hommius en Antonius Walaeus.
Ook werden overzieners, die de gemaakte vertalingen moesten controleren, aangesteld.

### Taalkundige betekenis
In 1637 kwam de Statenbijbel gereed. De Staten-Generaal hebben de totstandkoming van deze Bijbelvertaling bekostigd, vandaar de benaming Statenbijbel. De invloed van deze vertaling op de ontwikkeling van de Nederlandse taal is in het verleden sterk overdreven voorgesteld. De feitelijk belangrijkste invloed is beperkt tot de komst van een aantal Duitse leenwoorden en een aantal uitdrukkingen - waarvan slechts ongeveer de helft teruggaat op een bijbelvertaling zelf, en dan nog niet eens speciaal op deze vertaling.
Het handelt dan bijvoorbeeld om letterlijke stukken bijbeltekst die spreekwoordelijk zijn geworden (zoals 'in goede aarde vallen', 'de dag des oordeels', 'een doorn in het oog'), maar vaak ook om door de bijbeltekst geïnspireerde uitdrukkingen die niet woordelijk zo in de bijbel voorkomen, zoals 'iets met de mantel der liefde bedekken', 'een ongelovige Thomas', 'een verboden vrucht' en 'de zondebok zijn'. Ongeveer de helft van deze uitdrukkingen  komen letterlijk in een bijbelvertaling voor, soms in deze vertaling, maar dikwijls ook al in een eerdere vertaling. Het overige  is eerder  geïnspireerd door de inhoud van de bijbeltekst dan door de precieze formulering - in die gevallen is dus geen sprake van invloed van een bijbelvertaling op het Nederlands.
Op de spelling en grammatica heeft deze vertaling geen invloed gehad. De vertaling was zelf al bij de eerste uitgave van 1637 archaïsch en week toen ook al af van wat gebruikelijk was. De Statenvertaling volgde de ontwikkeling van het Nederlands of week daar zelfs van af; zij heeft nooit een leidende rol gespeeld.

### Huisvesting in Leiden
Pas op 22 mei 1625 kwamen de benoemde vertalers in Den Haag bijeen, met twee gemachtigden van de synode. Op dat moment waren al twee van de zes vertalers overleden. De overgebleven vier (uit Leeuwarden, Zutphen, Veere en Amsterdam) werden aangevuld met Antonius Walaeus (de Waele), hoogleraar theologie te Leiden, en Festus Hommius (Homminga), predikant en regent van het Staten-College, een internaat voor de opleiding van Hervormde predikanten, te Leiden. De vergadering te Den Haag besloot dat het niet doenlijk was het gewone werk naast het vertalen te blijven doen. De Staten-Generaal besloten daarom op 18 juli 1625 dat de vertalers in Leiden zouden wonen, met vergoeding van huur (behalve de twee Leidenaars) en andere kosten, terwijl men vrijstelling van werk en doorbetaling van salaris aan hun respectievelijke besturen zou vragen.

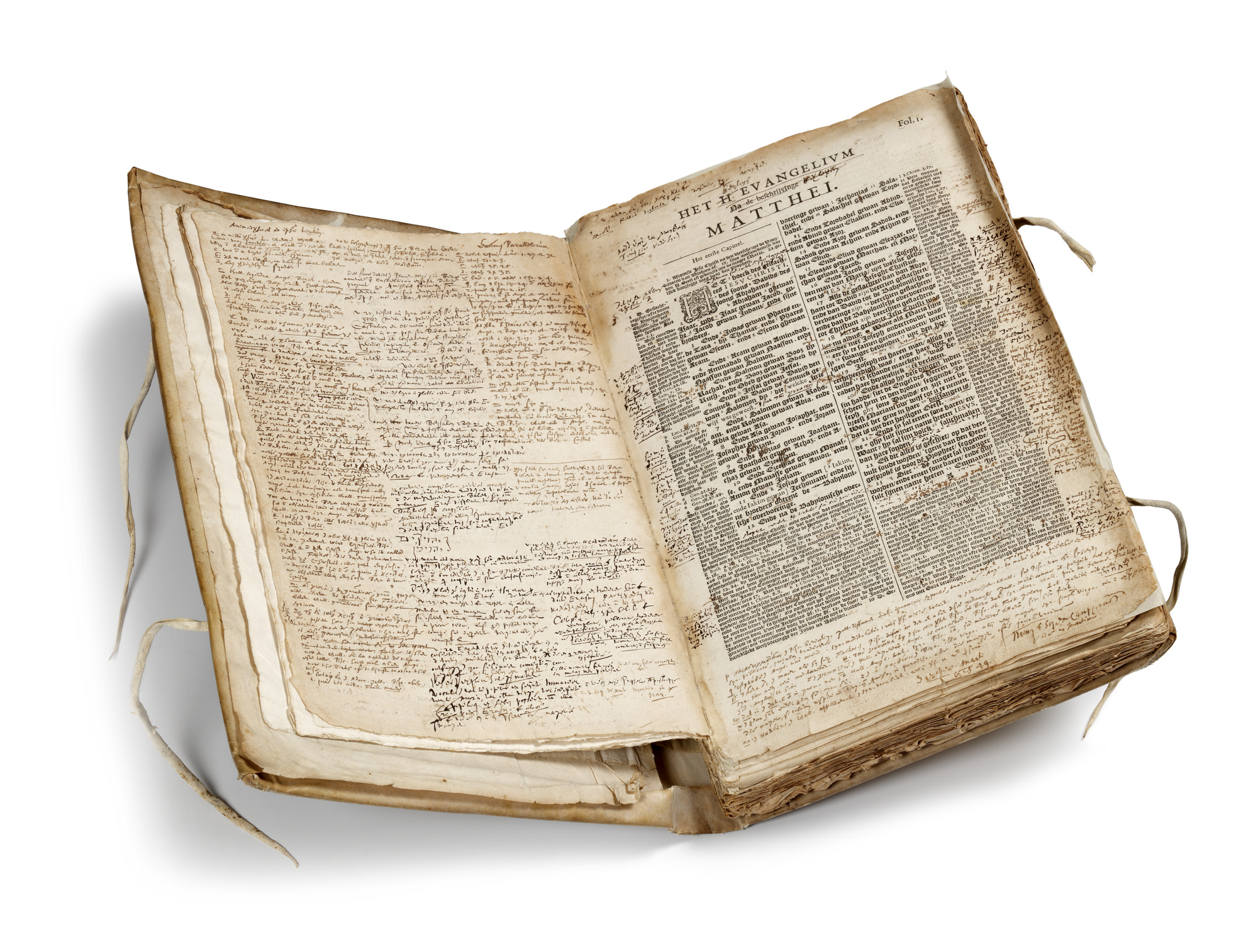
Proefdruk Evangelie van Mattheüs uit 1630

De vertalers van het Oude Testament hielden op 13 november 1626 hun eerste bijeenkomst ten huize van Johannes Bogerman aan het Pieterskerkhof. De vertalers van het Nieuwe Testament kwamen bijeen bij Jacobus Rolandus thuis. Het werk dat af was werd gedrukt bij Jan Claess. van Dorp in Leiden, zodat de herzieners het konden nakijken.In 1632 was het Oude Testament af. Op 9 juli 1633 kwamen de acht overzieners met de twee vertalers in Leiden bijeen om de moeilijke stukken te bespreken. Dat duurde uiteindelijk veertien maanden. Hetzelfde gebeurde vanaf 16 november 1634 voor het Nieuwe Testament ten huize van Walaeus aan het Rapenburg te Leiden. Na het overzien moest er gedrukt worden.

### Eerste editie (1637)
Op 8 december 1634 sloot de stad Leiden een overeenkomst met Machteld Aelbrechtsdr., weduwe van Hillebrand Jacobsz. van Wouw, om de bijbel te drukken, uit te geven en te verkopen, mits de vertalers hun auteursrecht aan de stad wilden overdoen. Dat deden de vertalers van het Oude Testament op 10 februari 1635. Machteld Aelbrechtsdr. en de erfgenamen van Hillebrand Jacobsz. van Wouw hadden al op 11 december 1632 het recht van drukken voor 15 jaar gekregen van de Staten-Generaal. Op 12 februari 1635 maakte de stad Leiden een uitgebreider overeenkomst met hen over het drukken. In 1636 werden soortgelijke overeenkomsten t.a.v. het Nieuwe Testament gesloten. De stad betaalde 2500 gulden aan de vertalers. Het drukken werd vertraagd door de schaarste en duurte van het papier en omdat een meesterdrukker uit Amsterdam pas na een strenge winter naar Leiden kwam met zijn gereedschap. Het drukken gebeurde in huis D'Oliphant aan de Hooglandse Kerkgracht.
Op 17 september 1637 werd het eerste exemplaar in groot formaat, verguld op snee en gebonden in paars fluweel door Walaeus, Hommius en Andreas Rivet aangeboden aan de Staten-Generaal.
Voorbeeld: INDEN beginne schiep Godt den Hemel, ende de Aerde. (..) Laet ons Menschen maken, nae onsen beelde
Zoals in die tijd vaak bij gedrukte boeken werd in het boek het Gotische lettertype gebruikt voor de meeste tekst:
- de eigenlijke Bijbeltekst (broodtekst, 931.309 woorden)
- de kanttekeningen, behalve de afgekorte namen van de Bijbelboeken in de verwijzingen
- de inleidingen bij de hoofdstukken

Het lettertype Antiqua werd alleen gebruikt voor:
- de titelpagina (zie afbeelding)
- de inleidingen bij de Bijbelboeken
- de afgekorte namen van de Bijbelboeken in de verwijzingen

Dit laatste lettertype is voor de hedendaagse westerse lezer normaal leesbaar, met als bijzonderheden vooral een andere s, en w geschreven als v.

#### Digitalisering
In de periode 2007-2008 is de tekst van de Statenbijbel uit 1637 volledig gedigitaliseerd. Een team van 135 vrijwilligers onder leiding van Nicoline van der Sijs heeft de tekst overgetypt en gecorrigeerd. Het ging hierbij om 2.590.583 woorden, waarvan 931.309 in de eigenlijke Bijbeltekst, 1.317.155 in de kanttekeningen en de rest in de inleidingen tot de diverse Bijbelboeken.
Op 22 mei 2008 zijn de websites waarop de gedigitaliseerde Statenvertaling te vinden is, officieel geopend door Frits van Oostrom.

### Ravesteyneditie
In 1657 verscheen de tweede, verbeterde druk, de Ravesteyneditie. Alle door de kerkelijke vergadering vastgelegde zetfouten zijn hierin gecorrigeerd. Deze editie geldt als de meest nauwkeurige Statenbijbel.

### Toezicht op autographa in Leiden

Kist met twee sleutels waar in autografen en drukproeven van Statenvertaling lagen, 1662, collectie Museum Catharijneconvent

Enige jaren na de voltooiing van de vertaling zonden de Staten-Generaal het in 1637 aangeboden boek naar Leiden, om bewaard te worden bij de oorspronkelijke stukken, de stukken die door de overzieners besproken waren (de zogenaamde autographa). De Staten-Generaal hadden in 1639 besloten dat die op het Leidse stadhuis bewaard moesten worden. Vanaf 1641 kwamen er om de drie jaar twintig predikanten en een afvaardiging van twee man van de Staten-Generaal naar Leiden om de stukken te inspecteren. Zij logeerden dan in logement De Burcht. Ze werden ontvangen door de burgemeester, waarna men in plechtige stoet naar het stadhuis trok. Omdat al die losliggende stukken toch wat door elkaar raakten, heeft men na het inspectiebezoek van 1662 besloten dat de stukken moesten worden ingebonden. Deze stukken verbleven in Leiden tot 30 augustus 1800, toen door het Vertegenwoordigend Lichaam van de Bataafse Republiek werd toegestaan dat ze zouden worden overgedragen aan het hervormde kerkgenootschap. De autographa liggen nu bij het archief van de Nederlandse hervormde kerk in Het Utrechts Archief, de kist waar ze in bewaard werden ligt in het Museum Catharijneconvent te Utrecht.

## Hertalingen
In de loop van de eeuwen is de Statenvertaling verschillende malen hertaald. In 1762 ('Jehova-bijbel') werden taal en spelling voor het eerst bijgewerkt. Toch werd tot aan het begin van de negentiende eeuw de Statenvertaling gewoonlijk in de oorspronkelijke zeventiende-eeuwse spelling gedrukt. Pas in 1834 kwam de eerste echt gemoderniseerde Statenvertaling (Oude en Nieuwe Testament) in de toenmalige gebruikelijke spelling van Matthijs Siegenbeek. Deze Statenvertaling in eigentijdse spelling was verzorgd door Henricus Cats en Wessel Albertus van Hengel en luidde de ondergang in van Bijbeluitgaven in de oorspronkelijke zeventiende-eeuwse spelling.

### NBG-editie 1886 of Jongbloededitie
In 1886 (het vaak gebruikte jaartal 1888 is incorrect) verscheen een editie die op verzoek van het Nederlands Bijbelgenootschap (NBG) door een commissie van theologen was herzien. Deze NBG-hertaling was terughoudender dan een eerdere hertalingspoging uit 1843, die op veel verzet was gestuit. In de NBG-editie 1886 werden bepaalde archaïsmen bewust in stand gehouden, zoals de spelling 'Heere'. Deze versie werd aanvankelijk door Proost en Brandt uitgegeven, en later door onder meer Jongbloed. Deze editie is sinds de laatste decennia van de twintigste eeuw, toen er ook andere hertalingen werden gepubliceerd, bekend komen te staan als de Jongbloededitie.
Voorbeeld: In den beginne schiep God den hemel en de aarde. (..) Laat Ons menschen maken, naar Ons beeld
of in een nieuwere versie:
In den beginne schiep God den hemel en de aarde. (..) Laat Ons mensen maken, naar Ons beeld
De NBG-editie 1886 oftewel de Jongbloededitie (en varianten met nieuwere spelling) behoren tot de meest gebruikte versies van de Statenvertaling.

### GBS-Bijbel
De GBS-Bijbel is gebaseerd op de NBG-editie 1886, maar keert op verschillende punten terug naar de zeventiende-eeuwse tekst. De GBS-editie van de Statenvertaling gebruikt verbogen lidwoorden zoals den, archaïsche verbogen aanwijzend voornaamwoorden zoals dien, gij met bijbehorende werkwoordsvormen zoals gij zoudt, e.d.. Ook wordt vaak de aanvoegende wijs gebruikt. Wel wordt verder de hedendaagse spelling gehanteerd.
Voorbeeld: In den beginne schiep God den hemel en de aarde. (..) Laat Ons mensen maken, naar Ons beeld
Oude woorden uit de versie van 1637 (zie boven) zijn hier dus vervangen (ende is en geworden, en nae werd naar), maar er wordt toch wel terughoudendheid hierin betracht.

### Statenvertaling-1977
In 1977 verscheen bij het Nederlands Bijbelgenootschap een versie van de Statenvertaling waarin vooral de spelling was gemoderniseerd. Zij was verzorgd door een commissie onder leiding van ds. W.L. Tukker (vandaar ook wel de Tukkervertaling genoemd). Deze editie was geen volledige hertaling, maar slechts een sobere, vooral taalkundige bewerking, waarbij meteen de spelling gemoderniseerd zou worden. Tevens werd de Ravesteyneditie van 1657 ernaast  gelegd om in de loop der jaren ontstane fouten te verbeteren. Erg populair is deze editie nooit geworden.
Voorbeeld: In den beginne schiep God de hemel en de aarde. (..) Laat Ons mensen maken, naar Ons beeld

## Revisies

### Herziene Statenvertaling
De Herziene Statenvertaling, afgekort HSV, is een hertaling van de oude Statenvertaling uit 1637 in meer hedendaags Nederlands. Vanuit de Nederlandse Hervormde Kerk, de Christelijke Gereformeerde Kerken is de Stichting Herziene Statenvertaling opgericht, die in juni 2002 is begonnen aan een volledige hertaling van de Statenvertaling. In de loop van 2010 was deze revisie gereed en op 4 december 2010 is hij in Dordrecht – en op 11 december in Vlaanderen – officieel gepresenteerd.
Voorbeeld: In het begin schiep God de hemel en de aarde. (..) Laten Wij mensen maken naar Ons beeld.